# Самогубство Рональда Опуса
Самогубство Роналда Опуса — міська легенда про гіпотетичне самогубство вигаданої людини на ім'я Роналд Опус. Історія була спочатку придумана в 1987 році Доном Харпером Міллсом, колишнім президентом Американської Академії Судової медицини. Міллс заявив, що він придумав її заради розваги.
Історія вперше з'явилася в інтернеті в серпні 1994 року та широко поширилася з тих пір по вебсторінках, чатах і в друкованих публікаціях (напр. The Sunday Telegraph).

## Опис випадку
Навесні 1994 року (згідно потрапившій в Інтернет версії) молодий американець Роналд Опус через фінансові труднощі вирішив накласти на себе руки. Забравшись на дах дев'ятиповерхового будинку, він зістрибнув вниз. Але якраз в цей час малярі натягнули на рівні 7-го поверху страхувальну сітку. І Роналд б точно залишився живий, впавши на сітку, якби по трагічній випадковості в той час, коли він пролітав повз вікна 8-го поверху, в його голову не потрапив заряд дробу.
Розслідування виявило, що стріляв літній мешканець восьмого поверху, який цілився в свою дружину, але промахнувся і влучив у вікно. Його звинуватили в ненавмисному вбивстві і замаху на життя дружини. Але, як з'ясувалося пізніше, дробовик завжди висів на стіні незарядженим, і в моменти сварок старий погрожував дружині зброєю, не маючи наміру її вбивати.
Виявилося, що дробовик зарядив їх син, сподіваючись на те, що батько вб'є матір, а сам потрапить до в'язниці. Цим сином був саме Роналд Опус. Так він хотів помститися своїм батькам за їх відмову в наданні фінансової допомоги синові.
Медичний експерт закрив справу як самогубство.

## У культурі
- Дана історія лягла в основу фільму «Магнолія» Пола Андерсона, а також була використана в сюжетах ряду детективних серіалів, включаючи американські «Закон і порядок», «CSI: Місце злочину Маямі», " Забійний відділ "і австралійський «Поклик вбивці».